# Невмывака, Дмитрий Васильевич
Дми́трий Васи́льевич Невмыва́ка (укр. Дмитро Васильович Невмивака; род. 19 марта 1984, Запорожье) — украинский футболист, защитник.
Воспитанник тренеров Владимира Маркова (ДЮСШ «Кристалл», Запорожье) и Андрея Дячко (СДЮШОР «Металлург» Запорожье).
В 2006 году за применение запрещённого препарата был дисквалифицирован на год.

## Достижения
- Финалист Кубка Украины: 2005/06
- Серебряный призёр молодёжного чемпионата Европы 2006 года